# Terraza del rey leproso

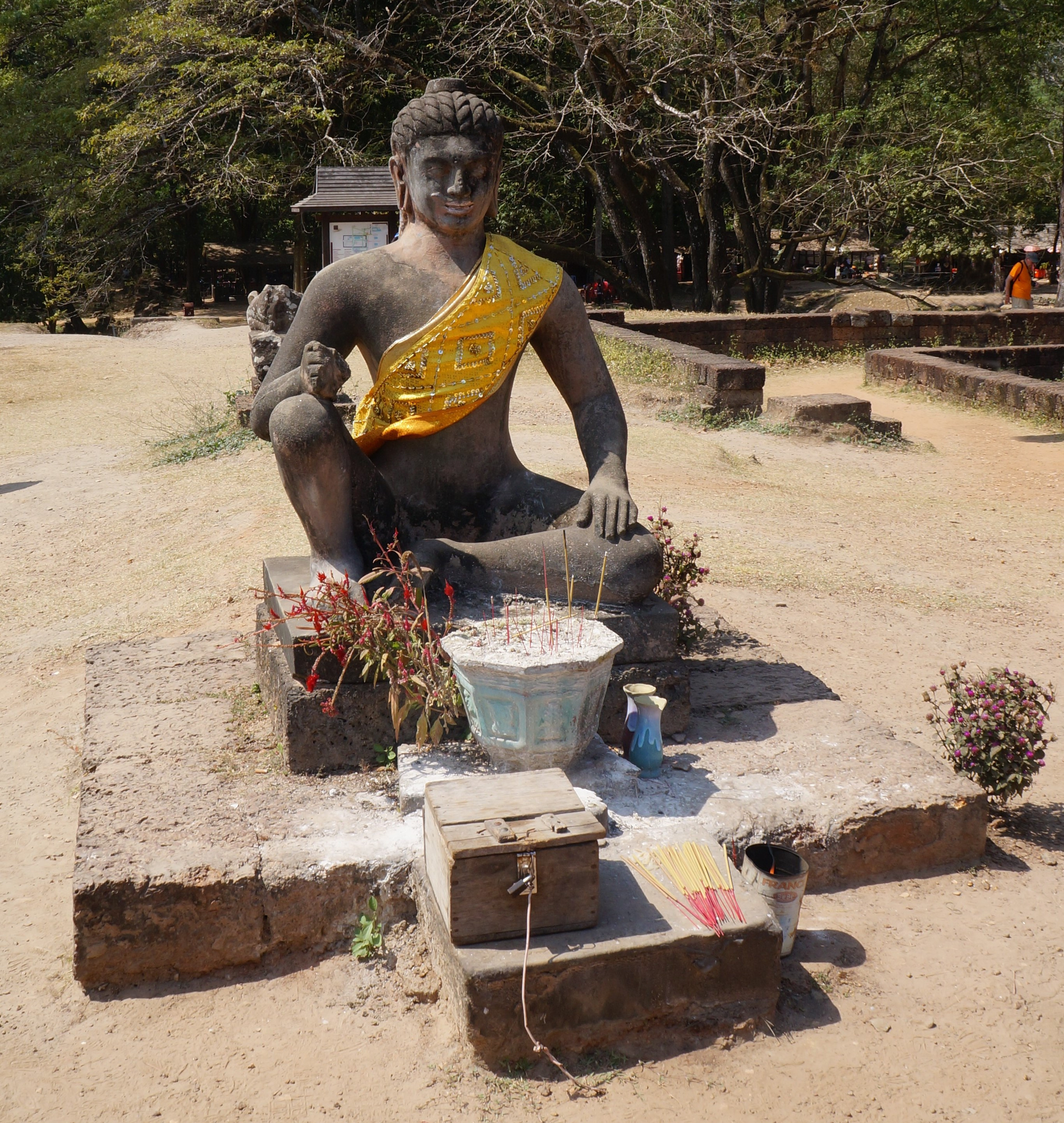
Altar del rey leproso

La Terraza del rey leproso (en camboyano: ព្រះលានស្តេចគម្លង់, Preah Lean Sdach Kumlung) está ubicada en la esquina noroeste de la Plaza real de Angkor Thom, Camboya.
Se construyó en el estilo Bayón bajo el reinado de Jayavarman VII, a pesar de que su nombre moderno proviene de una escultura del siglo XV descubierta en lugar. La estatua representa al dios hindú Iama, el dios de la muerte.
Se llamó a la estatua la del 'Rey Leproso' debido a la descoloración y el musgo que crecía sobre ella y que recuerda a una persona con lepra y a qué esta representación encajaría con la leyenda camboyana de un rey de Angkorian, Yasovarman I, quien padeció la lepra. Sin embargo el nombre por el que era conocido entre los camboyanos era sin embargo Dharmaraja, dado que eso era lo que estaba grabado a los pies de la estatua.
Se cree que la estructura con forma de U se podría haber usado como lugar de Cremación.

## Galería

Terraza del rey leproso
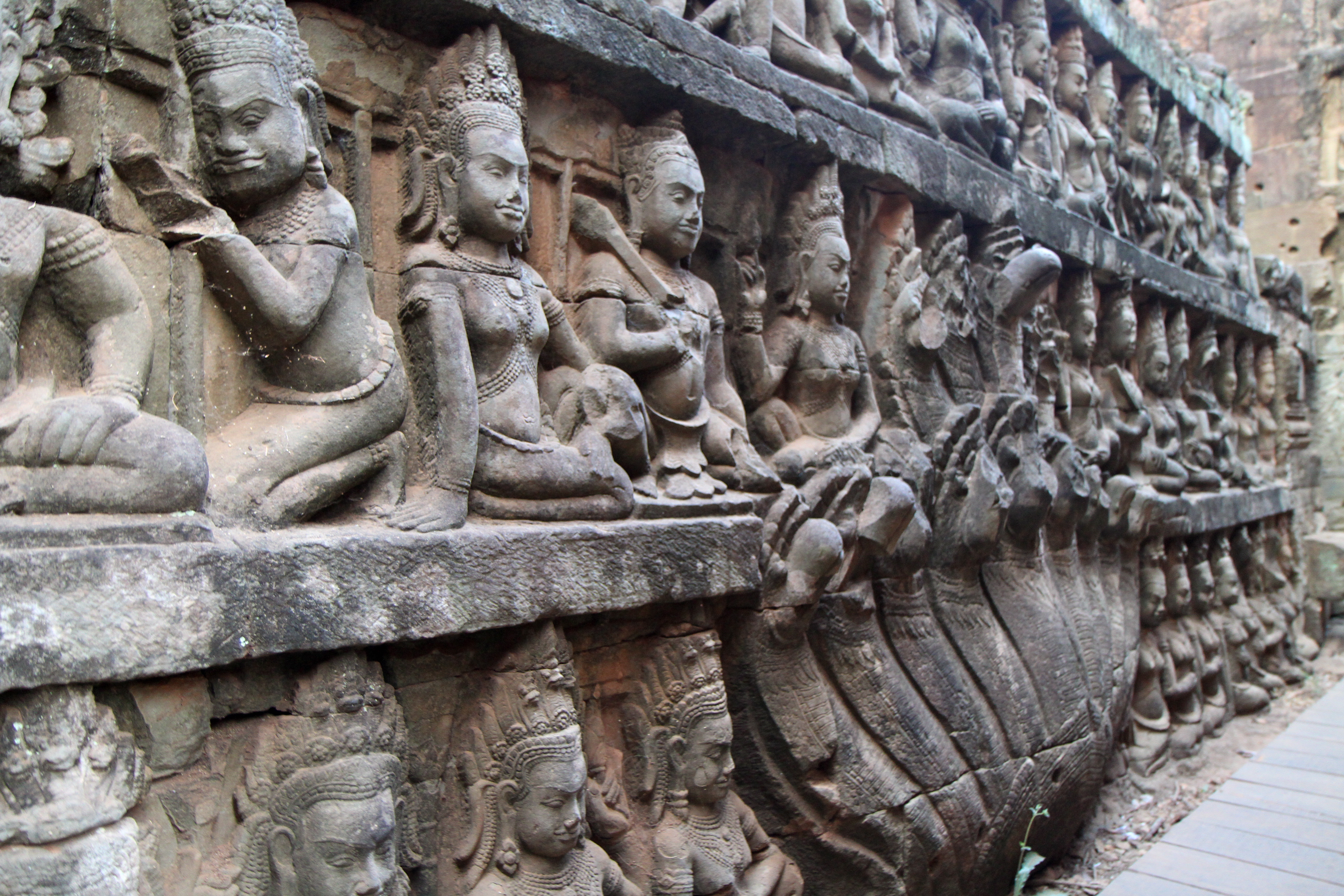
Terraza del rey leproso
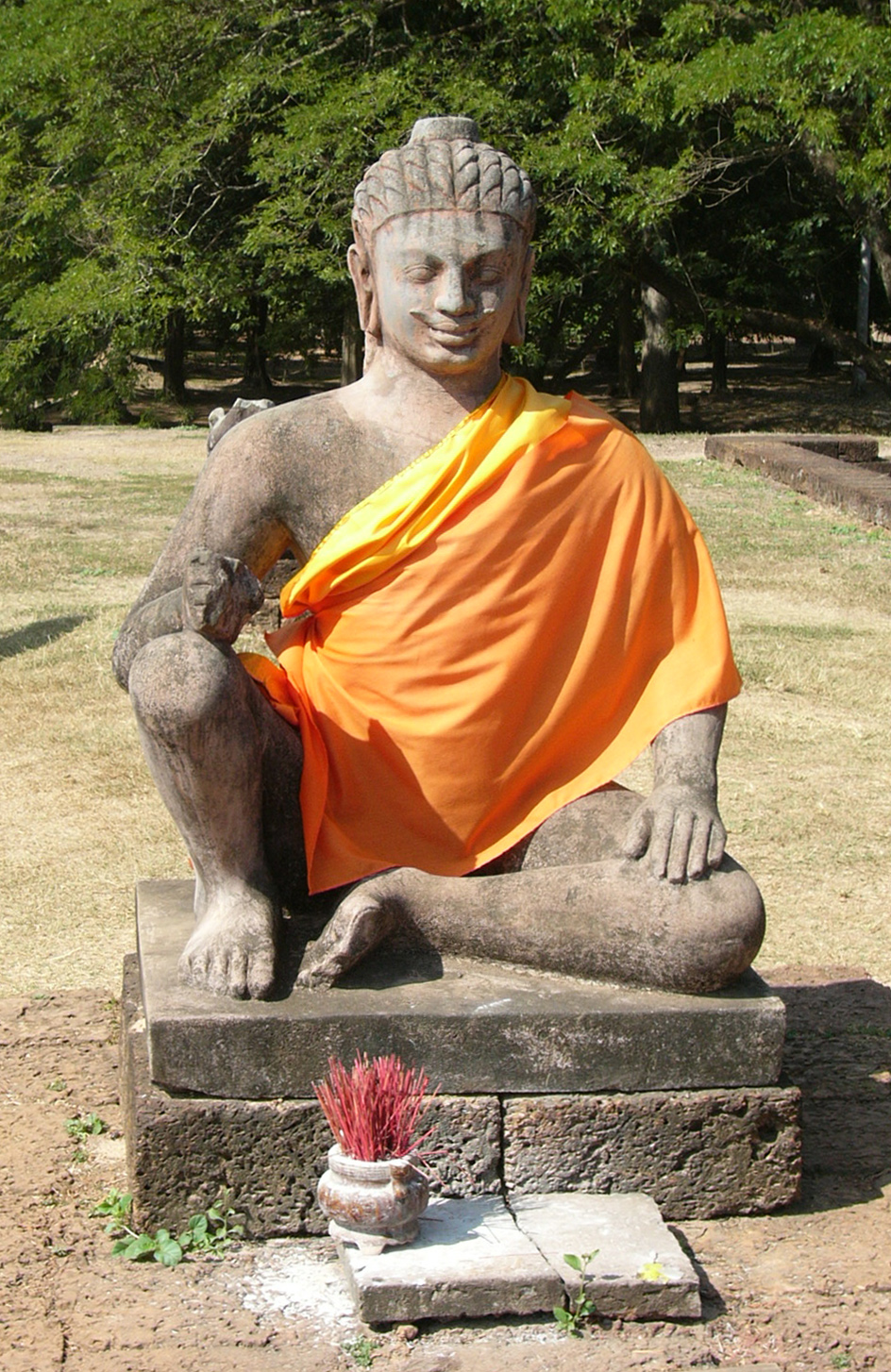
La estatua de la entrada que le dió el nombre y que ha sido reemplazado por una réplica.